# انجرار (اسم)
اِنْجِرَار هو اسم علم مؤنث من أصل عربي، ومعناه هو الانجذاب.